# Dalyup River
Dalyup River är ett vattendrag i Australien. Det ligger i delstaten Western Australia, omkring 570 kilometer öster om delstatshuvudstaden Perth. Dalyup River ligger vid sjön Lake Gore.
Genomsnittlig årsnederbörd är 649 millimeter. Den regnigaste månaden är juli, med i genomsnitt 85 mm nederbörd, och den torraste är februari, med 14 mm nederbörd.